# هانس كرون
هانس كرون (بالألمانية: Hans Croon) (من مواليد 25 مايو 1936 وتوفي في 5 فبراير 1985) هو مدرب كرة قدم هولندي سابق، درب العديد من الأندية الأوربية.
كان أبرزها نادي رويال أندرلخت والذي فاز معه بلقب كأس الكؤوس الأوروبية في عام 1972.